# Cuticle tantei Inaba
Cuticle tantei Inaba (キューティクル探偵因幡?, Kyūtikuru tantei Inaba) è un manga scritto e disegnato da Mochi e pubblicato dal 27 marzo 2008 al 18 gennaio 2017 sulla rivista Monthly GFantasy di Square Enix per poi essere raccolto in 19 volumi tankōbon.
L'opera ha ricevuto un adattamento televisivo anime realizzato dallo studio Zexcs e trasmesso nel 2013.

## Trama
La storia ruota attorno a Hiroshi Inaba, un essere in parte umano e in parte lupo geneticamente modificato. Inaba è anche un detective privato, che gestisce la sua agenzia con l'aiuto della sua segretaria travestita, Yuuta e del suo assistente adolescente "per lo più normale" Kei. La trama è incentrata principalmente sulla banda che cerca di arrestare Don Valentino, una capra mafiosa che produce soldi falsi.

## Personaggi

### Agenzia investigativa privata
Hiroshi Inaba
Un essere geneticamente modificato fatto dai geni uniti di umano e lupo, è anche un investigatore privato. Acquisisce informazioni esaminando e assaggiando i capelli delle persone. Di conseguenza, ha un feticismo per i capelli. Hiroshi può anche trasformarsi in una forma più simile a un lupo e può usare poteri speciali e attacchi da qualsiasi tipo o colore di capelli che mangia. Proprio come Sōmei, può trasformarsi in un lupo, essendo rosso. In precedenza, ha lavorato per la polizia, ma ha lasciato e ha formato la sua agenzia investigativa dopo che suo fratello minore, Haruka, se ne è andato. Il suo ex partner è Kuniharu Ogino. Continua ancora ad aiutarlo nei casi, quelli che coinvolgono la Famiglia Valentino. È affermato e mostrato in tutta la serie che ha un complesso di fratelli nei confronti del fratello minore. Vizia Haruka a causa del suo corpo debole ed è spesso cieco alla sua solita aura malvagia. Il suo padre biologico è Sōmei, poiché il suo DNA mezzo lupo è originario di Sōmei. È doppiato da Jun'ichi Suwabe (ragazzo), Natsumi Takamori (giovane) e Tomokazu Seki (solo nel Drama-CD)
Kei Nozaki
Un adolescente di 16 anni che è anche assistente di Inaba. È "per lo più normale" e l'uomo etero dell'agenzia. Si dice che crescesse molto povero, un tempo risiedeva in una piccola casa di legno con i suoi genitori. Anche con Hiroshi che lo paga 900 ¥ l'ora, è ancora afflitto da problemi di denaro. È un amante dei gatti, ma ha un'allergia ai gatti, che lo rende in grado di possedere Spynx solo perché il gatto non ha il pelo. Kei è anche in grado di rilasciare un'incredibile forza di volontà, anche se solo con una motivazione decente. Esempi di ciò sarebbero l'espulsione del "Black Fang" dal suo corpo a causa della sua dipendenza dai gatti e della capacità di migliorare in modo esponenziale le sue abilità di tennista da tavolo quando arrabbiato per la stupidità del Don. Di solito è lui che è coinvolto nei complotti di Yuta per uccidere Kuniharu Ogino e persino Haruka Inaba per essersi avvicinato a Hiroshi. Per lo più fa del suo meglio per impedire a Yuta di uccidere chiunque si avvicini a Hiroshi. È al primo anno in una scuola superiore vicina. È doppiato da Miyu Irino nell'anime e Shinnosuke Tachibana nel Drama-CD.
Yuta Sasaki
Un ragazzo travestito che funge da segretaria di Inaba. Odia Ogino al punto da volerlo uccidere. Yūta finge di essere la ragazza anime carina e stereotipata. Tuttavia a tutti coloro che non gli piacciono o che vede come un nemico, per il tempo con Hiroshi, mostra il suo lato sadico. Ciò è dovuto alla gelosia di Yuta nei confronti del rapporto di reciproca fiducia di Ogino e Hiroshi. È solo affettuoso e mostra protezione nei confronti di Hiroshi, ma Hiroshi non se ne rende conto o potrebbe semplicemente scegliere di ignorarlo, poiché Hiroshi tratta Yuta come sua sorella minore. In seguito mostra protezione nei confronti di Noè. Yuta e Noah si sono immediatamente legati alle loro personalità simili e al desiderio reciproco di uccidere Ogino. Nonostante siano tecnicamente nemici, Yūta e Noah rimangono entusiasti della reciproca compagnia e vengono mostrati spesso ai messaggi. Yuta è abile nelle arti marziali. È implicito che Yuta abbia una cotta per Hiroshi e successivamente per Noah. Il personaggio è doppiato da Asami Shimoda nell'anime e Chiwa Saitō nel Drama-CD.

### Agenti di polizia
Kuniharu Ogino
Un ispettore delle forze di polizia. Era in coppia con Inaba, quando era con la polizia. È ancora un buon amico di Inaba e di solito cerca la loro assistenza in diversi casi. Ha una figlia di nome Azusa con cui è iperprotettivo e disposto a fare qualsiasi cosa solo per vedere la sua dolcezza, proprio come quando ha conquistato una capra gigante in modo da poterla fotografare con Azusa. È doppiato da Toshiyuki Morikawa nell'anime e Hiroki Tōchi nel Drama-CD.
Yuzuki Ogata
Un detective noto per risolvere rapidamente i casi. Si dedicava a Inaba a causa del suo amore estremo per i cani, il che rende Inaba incline a starne lontano. Quando Inaba era ancora nelle forze di polizia, insieme alla maggior parte dei cani poliziotti, andava spesso a scioperare a causa del suo atteggiamento fastidioso nei loro confronti. È doppiato da Kosuke Toriumi nell'anime e Ryōtarō Okiayu nel Drama-CD.
Stella
Della stessa agenzia di Inaba, Stella è anche un ibrido umano-lupo e sembra essere una giovane adolescente. In coppia con Ogata, acquisisce un gusto per l'elasticità della carne durante la sua prima uscita in campo. Ha un malinteso con Ogino perché è un uomo cattivo a causa del suo rapporto con Ogata. È doppiata da Ayana Taketatsu nel Drama-CD e Ai Fukada nell'anime.

### Famiglia mafiosa Valentino
Don Valentino
Il principale antagonista. Una capra nota per essere a capo di una mafia, che produce banconote contraffatte e raccoglie quelle vere da mangiare. Odia i lupi in generale a causa delle vicende passate di due creature. È doppiato da Tōru Ōkawa nell'anime e Shigeru Chiba nel Drama CD.
Lorenzo
L'assistente di Don Valentino. Indossa vecchi vestiti giapponesi e un sacco di iuta in testa. È davvero protettivo con Don al punto che potrebbe essere innamorato di lui. Quando Lorenzo non indossa la sua maschera ha capelli castani corti e ondulati, occhi verde scuro e sfoggia persino un'ombra delle cinque. È doppiato da Jūrōta Kosugi nell'anime e Masashi Ebara nel Drama-CD.
Gabriella
Una sicaria impiegata da Valentino con una taglia fetish. Diventa infatuata di Kei perché è la sua taglia da minion ideale. È doppiata da Yōko Hikasa nell'anime e Yūko Kaida nel Drama CD.
Noah
Scienziato pazzo di 14 anni, Noah crea tutti i gadget, le pozioni e i mostri del Don. Noah parla in dialetto Kansai. Ha un feticcio per i corpi giovanili e cattura la loro perfezione nella morte. Trovando Ogi un esemplare ideale, Noah fa amicizia con Yuta poiché entrambi aspirano alla sua morte. È doppiata da Yuki Matsuoka nel Drama CD e Yuiko Tatsumi nell'anime.

### NORA
Haruka Inaba
Il fratello minore di Hiroshi scomparso due anni fa con Jose. Ha i capelli bianchi e gli occhi rossi e si dice spesso che assomigli a un coniglio bianco. Nonostante sia un terrorista, è ancora attaccato a suo fratello. Anche lui ha un complesso fraterno nei confronti di suo fratello. Al punto che vuole distruggere il dipartimento di polizia giapponese perché ci vuole troppo tempo a suo fratello. Ha un corpo debole ed è molto pigro, affermando che è un professionista nell'essere pigro. Haruka si riferisce a Hiroshi come "Nii-ni" e apparentemente non può guardare le cose rosse senza vedere suo fratello. È il "capo" di NORA. Si lascia intendere che oltre a voler distruggere la polizia, in modo che suo fratello non li scelga mai al posto suo, che abbia un'altra ragione per essere a NORA. Il suo potere è la capacità di ascoltare i pensieri di una persona, compresi i suoi pensieri più interiori (compresi quelli che non sanno nemmeno di avere). Anche lui si dice che sia in grado di trasformarsi in un lupo, proprio come Sōmei e Hiroshi, ma di solito la trasformazione prosciuga solo la sua energia. È doppiato da Mitsuki Saiga nel Drama CD e Junko Minagawa nell'anime.
Sōmei Inaba
Sōmei era un ex cane poliziotto, noto come "Zanna Nera", che è stato arrestato per il suicidio del suo partner, Joji. Hanno trascorso 18 anni a lavorare insieme. Ricorda Joji come un uomo che "urlava molto". Ora risiede principalmente in una bambola delle dimensioni di una pecora, come il capo non ufficiale di NORA. A causa di un suo potere speciale fu in grado di lasciare il suo corpo e iniziò a prendere numerose ostie. Il suo attuale ospite è a volte Yatarō, che è stato addestrato personalmente per questo compito. Sōmei è il padre biologico di Hiroshi Inaba e Haruka Inaba. Dopo l'arresto di Sōmei diventa abbastanza perverso, e spesso cerca di molestare Natsuki. È anche rilassato, ma può essere un diabolico, come si è visto quando ha intenzione di uccidere Ogino, che sa essere il nipote di Joji, nonostante quest'ultimo non abbia offeso. Attualmente sta cercando il suo corpo. La sua abilità ibrida lupo- umano è quella di essere in grado di dire se una persona sta mentendo solo dal suo profumo. È doppiato da Takehito Koyasu
Natsuki
L'unico membro femminile di NORA. È un ibrido umano-lupo, con la capacità di leggere la mente di una persona semplicemente tenendola per mano. Natsuki e Yatarō sono amici d'infanzia. Si preoccupa per Haruka a causa del suo corpo debole e Yatarō quando Soumei lo possiede. Ha dei sentimenti per Yatarō, come mostrato quando è diventata gelosa durante il suo appuntamento con Noah. È doppiata da Asami Setō nell'anime e Kanae Oki nel Drama-CD.
Yataro Shinozuka
Un ibrido umano-lupo che è un membro di NORA. È stato addestrato personalmente da Sōmei per essere il suo ospite. Come Soumei, ha la capacità di capire se una persona mente solo dal suo profumo, un potere che si estende anche agli oggetti. Poiché è l'ospite del corpo di Sōmei, non parla molto. Yatarō e Natsuki sono amici d'infanzia. Si lascia intendere che ricambia i sentimenti di Natsuki. È doppiato da Tomokazu Sugita nell'anime e Takahiro Sakurai nel Drama-CD.
Akiyoshi
L'ex recipiente di Sōmei prima di Yatarō. Ora è imprigionato in una prigione non umana. È doppiato da Shintarō Asanuma.

### Altri
Iori Hamada
Barista che lavora in un bar chiamato Ragdoll. È anche il compagno di stanza di Kei. È doppiato da Satoshi Hino nell'anime e Hiroki Takahashi nel Drama CD.
Masashi Mori
Un personaggio misterioso che è apparso nell'ultimo episodio. Si fa chiamare "Forest Masashi". È doppiato da Jun Fukuyama
Azusa Ogino
La figlia di cinque anni di Kunihiro. Si è dimostrato un tipo piuttosto dinamico, essendo in grado di trascinare Inaba fuori dai suoi piedi mentre corre in giro con un guinzaglio. Le piace anche giocare, anche se spesso all'estremo. È doppiata da Rina Hidaka
Wakaba Ogino
La moglie di Kunihiro e la madre di Azusa. È molto gentile e calma, reprime facilmente la rabbia del Don, ma guadagna accidentalmente l'antipatia di Lorenzo. Mostra che non è infastidita dalla mancanza di affetto di suo marito e continua a cercare di convincerlo a mostrarsi affettuoso quando cerca di ottenere un bacio da lui nell'episodio 2.  È doppiata da Yumi Shimura

## Media

### Manga
Il manga è scritto e illustrato da Mochi. La serie ha iniziato la pubblicazione sulla rivista Monthly GFantasy di Square Enix nel marzo 2008 e si è conclusa nel gennaio 2017.

### Anime
La sigla di apertura è Haruka, nichijō no naka de (遥か、日常の中で?) di Jun'ichi Suwabe. La sigla finale è Prima stella (プリマ・ステラ?, Purima sutera) di Tōru Ōkawa.